# یواس‌اس یونیکورن (اس‌اس-۴۲۹)
یواس‌اس یونیکورن (اس‌اس-۴۲۹) (به انگلیسی: USS Unicorn (SS-429)) یک زیردریایی بود که طول آن ۳۱۱ فوت ۹ اینچ (۹۵٫۰۲ متر) بود.